# Vogal anterior quase aberta não arredondada
A vogal anterior quase aberta não arredondada é um tipo de som vocálico usado em algumas línguas. O símbolo usado no Alfabeto Fonético Internacional para representar este som é ⟨æ⟩, a ligadura minúscula de a e e. É representada no X-SAMPA também como ⟨{⟩. 

## Características
- É uma vogal anterior porque sua articulação se situa na parte mais à frente da boca possível sem formar uma constrição que a classificaria como consoante.
- É uma vogal quase aberta porque a língua é posicionada um pouco acima de uma vogal aberta.
- É uma vogal não arredondada porque os lábios não são arredondados.

## Ocorrências
| Idioma      | Palavra | AFI       | Significado      | Notas                                                                                         |
| ----------- | ------- | --------- | ---------------- | --------------------------------------------------------------------------------------------- |
| Africâner   | paard   | [pæːrt]   | cavalo           | Alófono de /ɛ/ antes das sequências /rs/ /rt/ /rd/ e, em alguns dialetos, antes de /k x l r/. |
| Dinamarquês | Dansk   | [ˈd̥ænsɡ̊]] | dinamarquês      |                                                                                               |
| Finlandês   | mäki    | [ˈmæki]   | colina           |                                                                                               |
| Hindi       | बैल      | [bæl]     | bois             |                                                                                               |
| Inglês      | cat     | [kʰæt]    | gato             |                                                                                               |
| Lituano     | eglė    | [ˈæɡleː]  | árvore enfeitada |                                                                                               |
| Norueguês   | lær     | [læːɾ]    | couro            |                                                                                               |
| Persa       | در      | [dær]     | porta            |                                                                                               |
| Russo       | пять    | [pʲætʲ]   | cinco            | Alófono de /a/ entre consoantes palatizadas.                                                  |
| Sueco       | päron   | [ˈpæˌrɔn] | pera             | Alófono de /ɛ/ antes de /r/.                                                                  |